# Enner Valencia
Enner Remberto Valencia Lastra, noto semplicemente come Enner Valencia (Esmeraldas, 4 novembre 1989), è un calciatore ecuadoriano, attaccante dell'Internacional e della nazionale ecuadoriana, della quale è capitano.
Con 46 reti siglate in 97 partite, è il recordman assoluto di gol con la sua nazionale. Con l’Ecuador ha, inoltre, partecipato a due mondiali (2014 e 2022) e a cinque edizioni della Copa América (2015, 2016, 2019, 2021 e 2024).

## Caratteristiche tecniche
Soprannominato Superman per l'altezza che raggiunge quando salta, è un attaccante che fa della velocità la sua dote principale, unita ad una buona tecnica individuale; viene impiegato come prima o seconda punta, ma occasionalmente anche come ala sinistra.

## Carriera

### Club
Inizia la sua carriera nell'Emelec, squadra del suo Paese con la quale debutta in Copa Libertadores il 27 gennaio 2010 contro il Newell's Old Boys (0-0). L'8 dicembre 2013 vince la Primera Categoría Serie A, ovvero la massima serie del campionato ecuadoriano, nello stesso anno si è anche laureato capocannoniere della Copa sudamericana con 5 reti.
Il 2 gennaio 2014 viene ceduto a messicani del Pachuca. Debutta tre giorni più tardi nella sconfitta per 1-0 contro il Club Tijuana.Chiude il campionato con 23 presenze e 18 gol.
Nell'estate del 2014, dopo l'ottimo mondiale, viene acquistato dal West Ham. Esordisce con gli Hammers il 16 agosto, durante la prima giornata di Premier League contro il Tottenham, entrando nei minuti finali del match. Il 15 settembre trova il suo primo gol con la nuova maglia, nel pareggio per 2-2 contro l'Hull City. Il 30 agosto 2015, durante una partita valida per il terzo turno preliminare di Europa League contro l'Astra Giurgiu (2-2), è costretto a lasciare il campo a causa di un infortunio al ginocchio. Gli esami del giorno seguente evidenziano un interessamento del legamento collaterale e una distorsione alla caviglia; i tempi di recupero si aggirano intorno ai tre mesi.
Il 31 agosto 2016 si trasferisce in prestito gratuito all'Everton con diritto di riscatto fissato a 14,5 milioni di sterline, corrispondenti a circa 17 milioni di euro. Segna il primo gol con la squadra il 2 gennaio 2017, nella vittoria per 3-0 contro il Southampton.
Rientrato al West Ham, il 13 luglio 2017 si accasa al Tigres UANL, compagine messicana, in cui milita per un biennio.
Il 28 agosto 2020 firma per il Fenerbahçe, club turco.

### Nazionale
Debutta con la nazionale dell'Ecuador il 29 febbraio 2012 sotto la guida tecnica di Reinaldo Rueda, in un'amichevole contro l'Honduras. Il 19 novembre 2013 proprio contro l'Honduras trova il primo gol in nazionale, ancora in un incontro amichevole.
Si mette particolarmente in luce nel campionato mondiale del 2014, dove firma tutte e tre le marcature messe a segno dall'Ecuador. Realizza infatti un gol contro la Svizzera (2-1 per gli elvetici) e una doppietta nella vittoria (l'unica) contro l'Honduras (2-1), mentre la terza partita del girone contro la Francia termina 0-0. Nonostante i suoi gol l'Ecuador purtroppo non riesce a qualificarsi al turno successivo.
Convocato per la Coppa America Centenario negli Stati Uniti, l'8 giugno a Glendale segna contro il Perù il goal nella partita terminata 2-2. Successivamente disputa anche la Copa América 2019, in cui va a segno nella sconfitta per 2-1 contro il Cile. Il 15 novembre 2019, in occasione dell'amichevole vinta per 3-0 contro Trinidad e Tobago, realizza una doppietta che gli consente di raggiungere quota 31 reti, agganciando in testa alla classifica marcatori della nazionale ecuadoriana Agustín Delgado. Il 7 ottobre 2021 sigla un'altra doppietta contro la Bolivia divenendo, in solitario con 33 gol, il miglior marcatore della nazionale ecuadoriana.

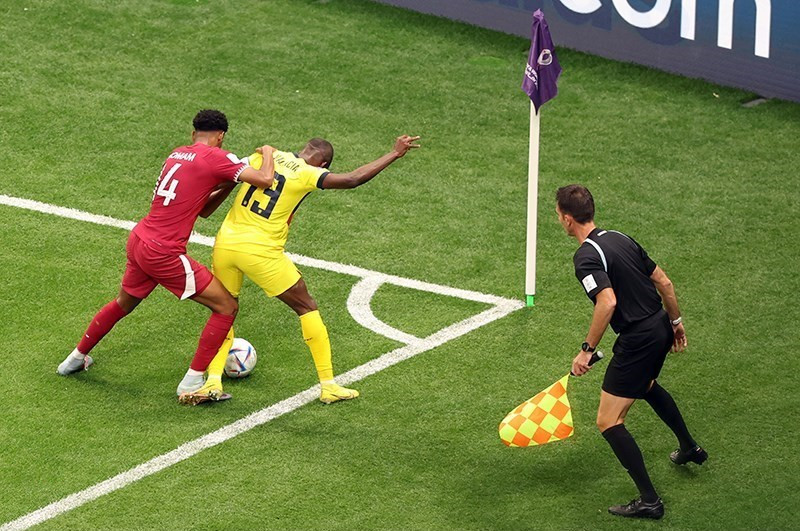
Valencia (a destra) contro il Qatar nella prima partita dei mondiali 2022

Convocato per disputare la fase finale del campionato del mondo 2022, nella partita inaugurale del gruppo A mette a segno una doppietta per la vittoria per 2-0 sui padroni di casa del Qatar, battuti per 2-0, stabilendo peraltro il record di reti (sino ad allora detenuto da Agustín Delgado) per un calciatore ecuadoriano nella storia del campionato del mondo con 5 gol totali. Cinque giorni più tardi si ripete con i Paesi Bassi, fissando il punteggio sul definitivo 1-1 e diventando così il primo giocatore sudamericano a segnare 6 reti in gare consecutive nel torneo, il quarto in assoluto dopo Eusébio, Paolo Rossi e Oleg Salenko. Tuttavia, ancora una volta il suo contributo realizzativo non è sufficiente per garantire il passaggio del turno all'Ecuador, che conclude il suo Mondiale al terzo posto del suo raggruppamento alle spalle del Senegal e viene eliminato.

## Controversie
Il 6 ottobre 2016, all'82º minuto di gioco di Ecuador-Cile, partita valida per le qualificazioni al campionato mondiale del 2018, ha finto un grave infortunio per poter essere soccorso dai paramedici ed evitare l'arresto. La polizia, presente a bordo campo, non aspettava altro che il triplice fischio per ammanettarlo. La vicenda era iniziata alla vigilia della sfida, quando proprio la polizia si era presentata nel ritiro della nazionale, a Quito, con un mandato d'arresto per il giocatore, per non aver pagato oltre 17.000 dollari di alimenti alla figlia, come sostengono gli avvocati dell'ex moglie. Qualche ora dopo la partita l'avvocato dell'attaccante, Juan Carlos Carmignani, attraverso un comunicato ha annunciato di aver trovato un accordo con la giustizia ecuadoriana e che eviterà il carcere.

## Statistiche

### Presenze e reti nei club
Statistiche aggiornate al 4 dicembre 2024.
| Stagione             | Squadra              | Campionato           | Campionato | Campionato | Coppe nazionali | Coppe nazionali | Coppe nazionali | Coppe continentali | Coppe continentali | Coppe continentali | Altre coppe | Altre coppe | Altre coppe | Totale | Totale |
| Stagione             | Squadra              | Comp                 | Pres       | Reti       | Comp            | Pres            | Reti            | Comp               | Pres               | Reti               | Comp        | Pres        | Reti        | Pres   | Reti   |
| -------------------- | -------------------- | -------------------- | ---------- | ---------- | --------------- | --------------- | --------------- | ------------------ | ------------------ | ------------------ | ----------- | ----------- | ----------- | ------ | ------ |
| 2009-2010            | Emelec               | PD                   | 25         | 1          | CE              | 0               | 0               | CL+CS              | 7+4                | 1+0                | -           | -           | -           | 36     | 2      |
| 2010-2011            | Emelec               | PD                   | 30         | 9          | CE              | 0               | 0               | CL+CS              | 5+0                | 0                  | -           | -           | -           | 35     | 9      |
| 2011-2012            | Emelec               | PD                   | 40         | 13         | CE              | 0               | 0               | CL+CS              | 8+6                | 0                  | -           | -           | -           | 54     | 13     |
| 2012-2013            | Emelec               | PD                   | 35         | 14         | CE              | 0               | 0               | CL                 | 11                 | 5                  | -           | -           | -           | 46     | 19     |
| Totale Emelec        | Totale Emelec        | Totale Emelec        | 130        | 37         |                 | 0               | 0               |                    | 41                 | 6                  |             | -           | -           | 171    | 43     |
| 2013-2014            | Pachuca              | PD                   | 23         | 18         | CM              | 2               | 0               | -                  | -                  | -                  | -           | -           | -           | 25     | 18     |
| 2014-2015            | West Ham Utd         | PL                   | 32         | 4          | FACup+CdL       | 4+1             | 1+0             | -                  | -                  | -                  | -           | -           | -           | 37     | 5      |
| 2015-2016            | West Ham Utd         | PL                   | 22         | 4          | FACup+CdL       | 8+0             | 0               | UEL                | 5                  | 1                  | -           | -           | -           | 35     | 5      |
| Totale West Ham      | Totale West Ham      | Totale West Ham      | 54         | 8          |                 | 13              | 1               |                    | 5                  | 1                  |             | -           | -           | 72     | 10     |
| 2016-2017            | Everton              | PL                   | 21         | 3          | FACup+CdL       | 1+1             | 0               | -                  | -                  | -                  | -           | -           | -           | 23     | 3      |
| 2017-2018            | Tigres UANL          | PD                   | 37         | 15         | CM              | 1               | 0               | CCL                | 3                  | 2                  | CC          | 1           | 0           | 42     | 17     |
| 2018-2019            | Tigres UANL          | PD                   | 31         | 15         | CM              | 6               | 3               | CCL+LC             | 8+2                | 7+0                | -           | -           | -           | 47     | 25     |
| 2019-2020            | Tigres UANL          | PD                   | 27         | 11         | CM              | 0               | 0               | CCL                | 2                  | 1                  | -           | -           | -           | 29     | 12     |
| Totale Tigres UANL   | Totale Tigres UANL   | Totale Tigres UANL   | 95         | 41         |                 | 7               | 3               |                    | 15                 | 10                 |             | 1           | 0           | 118    | 54     |
| 2020-2021            | Fenerbahçe           | SL                   | 34         | 12         | TK              | 1               | 1               | -                  | -                  | -                  | -           | -           | -           | 35     | 13     |
| 2021-2022            | Fenerbahçe           | SL                   | 25         | 7          | TK              | 2               | 1               | UEL+UECL           | 4+2                | 5+0                | -           | -           | -           | 33     | 13     |
| 2022-2023            | Fenerbahçe           | SL                   | 31         | 29         | TK              | 5               | 1               | UCL+UEL            | 2+10               | 0+3                | -           | -           | -           | 48     | 33     |
| Totale Fenerbahce    | Totale Fenerbahce    | Totale Fenerbahce    | 90         | 48         |                 | 8               | 3               |                    | 18                 | 8                  |             | -           | -           | 116    | 59     |
| 2023                 | Internacional        | A                    | 22         | 9          | CB              | 0               | 0               | CL                 | 6                  | 4                  | -           | -           | -           | 28     | 13     |
| 2024                 | Internacional        | A1/G+A               | 11+24      | 4+3        | CB              | 3               | 4               | CS                 | 2                  | 0                  | -           | -           | -           | 40     | 11     |
| Totale Internacional | Totale Internacional | Totale Internacional | 11+46      | 4+12       |                 | 3               | 4               |                    | 8                  | 4                  |             | -           | -           | 68     | 24     |
| Totale carriera      | Totale carriera      | Totale carriera      | 470        | 171        |                 | 35              | 11              |                    | 87                 | 29                 |             | 1           | 0           | 593    | 211    |

### Cronologia presenze e reti in nazionale
| Cronologia completa delle presenze e delle reti in nazionale ― Ecuador | Cronologia completa delle presenze e delle reti in nazionale ― Ecuador | Cronologia completa delle presenze e delle reti in nazionale ― Ecuador | Cronologia completa delle presenze e delle reti in nazionale ― Ecuador | Cronologia completa delle presenze e delle reti in nazionale ― Ecuador | Cronologia completa delle presenze e delle reti in nazionale ― Ecuador | Cronologia completa delle presenze e delle reti in nazionale ― Ecuador | Cronologia completa delle presenze e delle reti in nazionale ― Ecuador |
| Data                                                                   | Città                                                                  | In casa                                                                | Risultato                                                              | Ospiti                                                                 | Competizione                                                           | Reti                                                                   | Note                                                                   |
| ---------------------------------------------------------------------- | ---------------------------------------------------------------------- | ---------------------------------------------------------------------- | ---------------------------------------------------------------------- | ---------------------------------------------------------------------- | ---------------------------------------------------------------------- | ---------------------------------------------------------------------- | ---------------------------------------------------------------------- |
| 29-2-2012                                                              | Guayaquil                                                              | Ecuador                                                                | 2 – 0                                                                  | Honduras                                                               | Amichevole                                                             | -                                                                      | 81’                                                                    |
| 14-8-2013                                                              | Guayaquil                                                              | Ecuador                                                                | 0 – 2                                                                  | Spagna                                                                 | Amichevole                                                             | -                                                                      | 62’                                                                    |
| 6-9-2013                                                               | Barranquilla                                                           | Colombia                                                               | 1 – 0                                                                  | Ecuador                                                                | Qual. Mondiali 2014                                                    | -                                                                      | 68’                                                                    |
| 11-10-2013                                                             | Quito                                                                  | Ecuador                                                                | 1 – 0                                                                  | Uruguay                                                                | Qual. Mondiali 2014                                                    | -                                                                      | 71’                                                                    |
| 15-10-2013                                                             | Santiago del Cile                                                      | Cile                                                                   | 2 – 1                                                                  | Ecuador                                                                | Qual. Mondiali 2014                                                    | -                                                                      | 72’                                                                    |
| 15-11-2013                                                             | East Rutherford                                                        | Ecuador                                                                | 0 – 0                                                                  | Argentina                                                              | Amichevole                                                             | -                                                                      | 60’                                                                    |
| 19-11-2013                                                             | Houston                                                                | Honduras                                                               | 2 – 2                                                                  | Ecuador                                                                | Amichevole                                                             | 1                                                                      | 73’                                                                    |
| 5-3-2014                                                               | Londra                                                                 | Australia                                                              | 3 – 4                                                                  | Ecuador                                                                | Amichevole                                                             | 1                                                                      | 90’                                                                    |
| 31-5-2014                                                              | Arlington                                                              | Messico                                                                | 3 – 1                                                                  | Ecuador                                                                | Amichevole                                                             | 1                                                                      | 46’                                                                    |
| 4-6-2014                                                               | Miami Gardens                                                          | Ecuador                                                                | 2 – 2                                                                  | Inghilterra                                                            | Amichevole                                                             | 1                                                                      | 83’                                                                    |
| 15-6-2014                                                              | Brasilia                                                               | Svizzera                                                               | 2 – 1                                                                  | Ecuador                                                                | Mondiali 2014 - 1º turno                                               | 1                                                                      |                                                                        |
| 20-6-2014                                                              | Curitiba                                                               | Honduras                                                               | 1 – 2                                                                  | Ecuador                                                                | Mondiali 2014 - 1º turno                                               | 2                                                                      | 72’                                                                    |
| 25-6-2014                                                              | Rio de Janeiro                                                         | Ecuador                                                                | 0 – 0                                                                  | Francia                                                                | Mondiali 2014 - 1º turno                                               | -                                                                      |                                                                        |
| 6-9-2014                                                               | Fort Lauderdale                                                        | Bolivia                                                                | 0 – 4                                                                  | Ecuador                                                                | Amichevole                                                             | 1                                                                      | 59’ 76’                                                                |
| 9-9-2014                                                               | East Rutherford                                                        | Brasile                                                                | 1 – 0                                                                  | Ecuador                                                                | Amichevole                                                             | -                                                                      |                                                                        |
| 10-10-2014                                                             | East Hartford                                                          | Stati Uniti                                                            | 1 – 1                                                                  | Ecuador                                                                | Amichevole                                                             | 1                                                                      |                                                                        |
| 14-10-2014                                                             | Harrison                                                               | El Salvador                                                            | 1 – 5                                                                  | Ecuador                                                                | Amichevole                                                             | 2                                                                      |                                                                        |
| 3-6-2015                                                               | Panama                                                                 | Panama                                                                 | 1 – 1                                                                  | Ecuador                                                                | Amichevole                                                             | -                                                                      | 61’                                                                    |
| 6-6-2015                                                               | Portoviejo                                                             | Ecuador                                                                | 4 – 0                                                                  | Panama                                                                 | Amichevole                                                             | -                                                                      |                                                                        |
| 11-6-2015                                                              | La Serena                                                              | Cile                                                                   | 2 – 0                                                                  | Ecuador                                                                | Coppa America 2015 - 1º turno                                          | -                                                                      |                                                                        |
| 15-6-2015                                                              | Valparaíso                                                             | Ecuador                                                                | 2 – 3                                                                  | Bolivia                                                                | Coppa America 2015 - 1º turno                                          | 1                                                                      |                                                                        |
| 19-6-2015                                                              | Rancagua                                                               | Messico                                                                | 1 – 2                                                                  | Ecuador                                                                | Coppa America 2015 - 1º turno                                          | 1                                                                      |                                                                        |
| 24-3-2016                                                              | Quito                                                                  | Ecuador                                                                | 2 – 2                                                                  | Paraguay                                                               | Qual. Mondiali 2018                                                    | 1                                                                      |                                                                        |
| 29-3-2016                                                              | Barranquilla                                                           | Colombia                                                               | 3 – 1                                                                  | Ecuador                                                                | Qual. Mondiali 2018                                                    | -                                                                      | 76’                                                                    |
| 25-5-2016                                                              | Frisco                                                                 | Stati Uniti                                                            | 1 – 0                                                                  | Ecuador                                                                | Amichevole                                                             | -                                                                      |                                                                        |
| 5-6-2016                                                               | Pasadena                                                               | Ecuador                                                                | 0 – 0                                                                  | Brasile                                                                | Copa América Centenario                                                | -                                                                      | 77’ 81’                                                                |
| 8-6-2016                                                               | Glendale                                                               | Ecuador                                                                | 2 – 2                                                                  | Perù                                                                   | Copa América Centenario                                                | 1                                                                      |                                                                        |
| 12-6-2016                                                              | East Rutherford                                                        | Ecuador                                                                | 4 – 0                                                                  | Haiti                                                                  | Coppa America 2016 - 1º turno                                          | 1                                                                      | 84’                                                                    |
| 17-6-2016                                                              | Seattle                                                                | Stati Uniti                                                            | 2 – 1                                                                  | Ecuador                                                                | Coppa America 2016 - Ottavi di finale                                  | -                                                                      |                                                                        |
| 1-9-2016                                                               | Quito                                                                  | Ecuador                                                                | 0 – 3                                                                  | Brasile                                                                | Qual. Mondiali 2018                                                    | -                                                                      |                                                                        |
| 7-9-2016                                                               | Lima                                                                   | Perù                                                                   | 2 – 1                                                                  | Ecuador                                                                | Qual. Mondiali 2018                                                    | -                                                                      |                                                                        |
| 6-10-2016                                                              | Quito                                                                  | Ecuador                                                                | 3 – 0                                                                  | Cile                                                                   | Qual. Mondiali 2018                                                    | -                                                                      | 82’                                                                    |
| 11-10-2016                                                             | La Paz                                                                 | Bolivia                                                                | 2 – 2                                                                  | Ecuador                                                                | Qual. Mondiali 2018                                                    | 2                                                                      | 84’                                                                    |
| 15-11-2016                                                             | Quito                                                                  | Ecuador                                                                | 3 – 0                                                                  | Venezuela                                                              | Qual. Mondiali 2018                                                    | 1                                                                      |                                                                        |
| 23-3-2017                                                              | Asunción                                                               | Paraguay                                                               | 2 – 1                                                                  | Ecuador                                                                | Qual. Mondiali 2018                                                    | -                                                                      |                                                                        |
| 28-3-2017                                                              | Quito                                                                  | Ecuador                                                                | 0 – 2                                                                  | Colombia                                                               | Qual. Mondiali 2018                                                    | -                                                                      | 59’                                                                    |
| 8-6-2017                                                               | Boca Raton                                                             | Ecuador                                                                | 1 – 1                                                                  | Venezuela                                                              | Amichevole                                                             | -                                                                      | cap. 89’                                                               |
| 13-6-2017                                                              | Harrison                                                               | El Salvador                                                            | 0 – 3                                                                  | Ecuador                                                                | Amichevole                                                             | 1                                                                      | cap. 60’                                                               |
| 31-8-2017                                                              | Porto Alegre                                                           | Brasile                                                                | 2 – 0                                                                  | Ecuador                                                                | Qual. Mondiali 2018                                                    | -                                                                      | 73’                                                                    |
| 5-9-2017                                                               | Quito                                                                  | Ecuador                                                                | 1 – 2                                                                  | Perù                                                                   | Qual. Mondiali 2018                                                    | 1                                                                      |                                                                        |
| 10-10-2017                                                             | Quito                                                                  | Ecuador                                                                | 1 – 3                                                                  | Argentina                                                              | Qual. Mondiali 2018                                                    | -                                                                      | 41’                                                                    |
| 7-9-2018                                                               | Harrison                                                               | Giamaica                                                               | 0 – 2                                                                  | Ecuador                                                                | Amichevole                                                             | 1                                                                      | 68’                                                                    |
| 11-9-2018                                                              | Bridgeview                                                             | Ecuador                                                                | 2 – 0                                                                  | Guatemala                                                              | Amichevole                                                             | 1                                                                      |                                                                        |
| 12-10-2018                                                             | Doha                                                                   | Qatar                                                                  | 4 – 3                                                                  | Ecuador                                                                | Amichevole                                                             | 2                                                                      | cap. 90+3’                                                             |
| 16-11-2018                                                             | Lima                                                                   | Perù                                                                   | 0 – 2                                                                  | Ecuador                                                                | Amichevole                                                             | 1                                                                      | 83’                                                                    |
| 20-11-2018                                                             | Panama                                                                 | Panama                                                                 | 1 – 2                                                                  | Ecuador                                                                | Amichevole                                                             | 1                                                                      | 60’                                                                    |
| 1-6-2019                                                               | Miami                                                                  | Venezuela                                                              | 1 – 1                                                                  | Ecuador                                                                | Amichevole                                                             | 1                                                                      | 70’                                                                    |
| 10-6-2019                                                              | Arlington                                                              | Messico                                                                | 3 – 2                                                                  | Ecuador                                                                | Amichevole                                                             | -                                                                      | cap.                                                                   |
| 16-6-2019                                                              | Belo Horizonte                                                         | Uruguay                                                                | 4 – 0                                                                  | Ecuador                                                                | Coppa America 2019 - 1º turno                                          | -                                                                      |                                                                        |
| 21-6-2019                                                              | Salvador                                                               | Ecuador                                                                | 1 – 2                                                                  | Cile                                                                   | Coppa America 2019 - 1º turno                                          | 1                                                                      | cap.                                                                   |
| 25-6-2019                                                              | Belo Horizonte                                                         | Ecuador                                                                | 1 – 1                                                                  | Giappone                                                               | Coppa America 2019 - 1º turno                                          | -                                                                      | cap.                                                                   |
| 13-10-2019                                                             | Elche                                                                  | Argentina                                                              | 6 – 1                                                                  | Ecuador                                                                | Amichevole                                                             | -                                                                      | 46’                                                                    |
| 14-11-2019                                                             | Portoviejo                                                             | Ecuador                                                                | 3 – 0                                                                  | Trinidad e Tobago                                                      | Amichevole                                                             | 2                                                                      | 58’                                                                    |
| 19-11-2019                                                             | Harrison                                                               | Ecuador                                                                | 0 – 1                                                                  | Colombia                                                               | Amichevole                                                             | -                                                                      |                                                                        |
| 8-10-2020                                                              | Buenos Aires                                                           | Argentina                                                              | 1 – 0                                                                  | Ecuador                                                                | Qual. Mondiali 2022                                                    | -                                                                      | cap. 43’                                                               |
| 13-10-2020                                                             | Quito                                                                  | Ecuador                                                                | 4 – 2                                                                  | Uruguay                                                                | Qual. Mondiali 2022                                                    | -                                                                      | cap. 69’                                                               |
| 4-6-2021                                                               | Porto Alegre                                                           | Brasile                                                                | 2 – 0                                                                  | Ecuador                                                                | Qual. Mondiali 2022                                                    | -                                                                      | cap. 55’ 76’                                                           |
| 13-6-2021                                                              | Cuiabá                                                                 | Colombia                                                               | 1 – 0                                                                  | Ecuador                                                                | Coppa America 2021 - 1º turno                                          | -                                                                      | cap. 87’                                                               |
| 20-6-2021                                                              | Rio de Janeiro                                                         | Venezuela                                                              | 2 – 2                                                                  | Ecuador                                                                | Coppa America 2021 - 1º turno                                          | -                                                                      | cap. 21’                                                               |
| 27-6-2021                                                              | Goiânia                                                                | Brasile                                                                | 1 – 1                                                                  | Ecuador                                                                | Coppa America 2021 - 1º turno                                          | -                                                                      | cap. 83’                                                               |
| 3-7-2021                                                               | Goiânia                                                                | Argentina                                                              | 3 – 0                                                                  | Ecuador                                                                | Coppa America 2021 - Quarti di finale                                  | -                                                                      | cap.                                                                   |
| 2-9-2021                                                               | Quito                                                                  | Ecuador                                                                | 2 – 0                                                                  | Paraguay                                                               | Qual. Mondiali 2022                                                    | -                                                                      | cap. 80’                                                               |
| 5-9-2021                                                               | Quito                                                                  | Ecuador                                                                | 0 – 0                                                                  | Cile                                                                   | Qual. Mondiali 2022                                                    | -                                                                      | cap. 73’                                                               |
| 9-9-2021                                                               | Montevideo                                                             | Uruguay                                                                | 1 – 0                                                                  | Ecuador                                                                | Qual. Mondiali 2022                                                    | -                                                                      | 84’                                                                    |
| 7-10-2021                                                              | Guayaquil                                                              | Ecuador                                                                | 3 – 0                                                                  | Bolivia                                                                | Qual. Mondiali 2022                                                    | 2                                                                      | cap. 63’                                                               |
| 10-10-2021                                                             | Caracas                                                                | Venezuela                                                              | 2 – 1                                                                  | Ecuador                                                                | Qual. Mondiali 2022                                                    | 1                                                                      | cap. 65’                                                               |
| 14-10-2021                                                             | Barranquilla                                                           | Colombia                                                               | 0 – 0                                                                  | Ecuador                                                                | Qual. Mondiali 2022                                                    | -                                                                      | cap. 63’                                                               |
| 27-1-2022                                                              | Quito                                                                  | Ecuador                                                                | 1 – 1                                                                  | Brasile                                                                | Qual. Mondiali 2022                                                    | -                                                                      | cap. 70’                                                               |
| 24-3-2022                                                              | Ciudad del Este                                                        | Paraguay                                                               | 3 – 1                                                                  | Ecuador                                                                | Qual. Mondiali 2022                                                    | -                                                                      | cap. 53’ 58’                                                           |
| 29-3-2022                                                              | Guayaquil                                                              | Ecuador                                                                | 1 – 1                                                                  | Argentina                                                              | Qual. Mondiali 2022                                                    | 1                                                                      | 60’                                                                    |
| 3-6-2022                                                               | Harrison                                                               | Ecuador                                                                | 1 – 0                                                                  | Nigeria                                                                | Amichevole                                                             | -                                                                      | 71’                                                                    |
| 12-6-2022                                                              | Fort Lauderdale                                                        | Ecuador                                                                | 1 – 0                                                                  | Capo Verde                                                             | Amichevole                                                             | -                                                                      | 46’                                                                    |
| 23-9-2022                                                              | Murcia                                                                 | Arabia Saudita                                                         | 0 – 0                                                                  | Ecuador                                                                | Amichevole                                                             | -                                                                      |                                                                        |
| 27-9-2022                                                              | Düsseldorf                                                             | Giappone                                                               | 0 – 0                                                                  | Ecuador                                                                | Amichevole                                                             | -                                                                      | 76’                                                                    |
| 20-11-2022                                                             | Al Khawr                                                               | Qatar                                                                  | 0 – 2                                                                  | Ecuador                                                                | Mondiali 2022 - 1º turno                                               | 2                                                                      | cap. 77’                                                               |
| 25-11-2022                                                             | Al Rayyan                                                              | Paesi Bassi                                                            | 1 – 1                                                                  | Ecuador                                                                | Mondiali 2022 - 1º turno                                               | 1                                                                      | cap. 90’                                                               |
| 29-11-2022                                                             | Doha                                                                   | Ecuador                                                                | 1 – 2                                                                  | Senegal                                                                | Mondiali 2022 - 1º turno                                               | -                                                                      | cap.                                                                   |
| 18-6-2023                                                              | Harrison                                                               | Ecuador                                                                | 1 – 0                                                                  | Bolivia                                                                | Amichevole                                                             | 1                                                                      | 54’                                                                    |
| 20-6-2023                                                              | Chester                                                                | Costa Rica                                                             | 1 – 3                                                                  | Ecuador                                                                | Amichevole                                                             | 1                                                                      | cap. 79’                                                               |
| 7-9-2023                                                               | Buenos Aires                                                           | Argentina                                                              | 1 – 0                                                                  | Ecuador                                                                | Qual. Mondiali 2026                                                    | -                                                                      | cap.                                                                   |
| 12-9-2023                                                              | Quito                                                                  | Ecuador                                                                | 2 – 1                                                                  | Uruguay                                                                | Qual. Mondiali 2026                                                    | -                                                                      | cap. 90+1’                                                             |
| 12-10-2023                                                             | La Paz                                                                 | Bolivia                                                                | 1 – 2                                                                  | Ecuador                                                                | Qual. Mondiali 2026                                                    | -                                                                      | cap.                                                                   |
| 17-10-2023                                                             | Quito                                                                  | Ecuador                                                                | 0 – 0                                                                  | Colombia                                                               | Qual. Mondiali 2026                                                    | -                                                                      | cap. 88’                                                               |
| 9-6-2024                                                               | Chicago                                                                | Argentina                                                              | 1 – 0                                                                  | Ecuador                                                                | Amichevole                                                             | -                                                                      | 62’                                                                    |
| 12-6-2024                                                              | Chester                                                                | Ecuador                                                                | 3 – 1                                                                  | Bolivia                                                                | Amichevole                                                             | 1                                                                      | cap. 62’                                                               |
| 16-6-2024                                                              | East Hartford                                                          | Ecuador                                                                | 2 – 1                                                                  | Honduras                                                               | Amichevole                                                             | -                                                                      | cap. 77’                                                               |
| 22-6-2024                                                              | Santa Clara                                                            | Ecuador                                                                | 1 – 2                                                                  | Venezuela                                                              | Coppa America 2024 - 1º turno                                          | -                                                                      | cap. 22’                                                               |
| 30-6-2024                                                              | Glendale                                                               | Messico                                                                | 0 – 0                                                                  | Ecuador                                                                | Coppa America 2024 - 1º turno                                          | -                                                                      | cap.                                                                   |
| 4-7-2024                                                               | Houston                                                                | Argentina                                                              | 1 – 1 (4 – 2 dtr)                                                      | Ecuador                                                                | Coppa America 2024 - Quarti di finale                                  | -                                                                      | cap. 30’ 80’                                                           |
| 6-9-2024                                                               | Curitiba                                                               | Brasile                                                                | 1 – 0                                                                  | Ecuador                                                                | Qual. Mondiali 2026                                                    | -                                                                      | cap. 68’                                                               |
| 10-9-2024                                                              | Quito                                                                  | Ecuador                                                                | 1 – 0                                                                  | Perù                                                                   | Qual. Mondiali 2026                                                    | 1                                                                      | 67’                                                                    |
| 10-10-2024                                                             | Quito                                                                  | Ecuador                                                                | 0 – 0                                                                  | Paraguay                                                               | Qual. Mondiali 2026                                                    | -                                                                      | 77’                                                                    |
| 15-10-2024                                                             | Montevideo                                                             | Uruguay                                                                | 0 – 0                                                                  | Ecuador                                                                | Qual. Mondiali 2026                                                    | -                                                                      | 59’                                                                    |
| 15-11-2024                                                             | Guayaquil                                                              | Ecuador                                                                | 4 – 0                                                                  | Bolivia                                                                | Qual. Mondiali 2026                                                    | 1                                                                      | 68’                                                                    |
| 19-11-2024                                                             | Barranquilla                                                           | Colombia                                                               | 0 – 1                                                                  | Ecuador                                                                | Qual. Mondiali 2026                                                    | 1                                                                      | 46’                                                                    |
| 21-3-2025                                                              | Quito                                                                  | Ecuador                                                                | 2 – 1                                                                  | Venezuela                                                              | Qual. Mondiali 2026                                                    | 2                                                                      | cap. 85’                                                               |
| 25-3-2025                                                              | Santiago del Cile                                                      | Cile                                                                   | 0 – 0                                                                  | Ecuador                                                                | Qual. Mondiali 2026                                                    | -                                                                      |                                                                        |
| 10-6-2025                                                              | Lima                                                                   | Perù                                                                   | 0 – 0                                                                  | Ecuador                                                                | Qual. Mondiali 2026                                                    | -                                                                      | 68’                                                                    |
| Totale                                                                 |                                                                        | Presenze (8º posto)                                                    | 98                                                                     |                                                                        | Reti (1º posto)                                                        | 46                                                                     |                                                                        |

## Palmarès

### Club

#### Competizioni statali
- Campionato Gaucho: 1

Internacional: 2025

#### Competizioni nazionali
- Campionato ecuadoriano: 1

Emelec: 2013
- Campionato messicano: 2

Tigres: 2017, 2019
- Supercoppa messicana: 2

Tigres: 2017, 2018
- Coppa di Turchia: 1

Fenerbahçe: 2022-2023

### Individuale
- Capocannoniere della Copa Sudamericana: 1

2013 (5 gol)
- Capocannoniere della Süper Lig: 1

2022-2023 (29 gol)